# Biélorussie au Concours Eurovision de la chanson 2020
La Biélorussie était l'un des quarante et un pays participants prévus du Concours Eurovision de la chanson 2020, qui aurait dû se dérouler à Rotterdam aux Pays-Bas. Le pays aurait été représenté par le groupe VAL et sa chanson Da vidna, sélectionnés via une sélection télévisée. L'édition est finalement annulée en raison de la pandémie de Covid-19.

## Sélection
Le diffuseur biélorusse BTRC confirme sa participation à l'Eurovision 2020 le 17 août 2019.
La sélection télévisée se déroule sur une soirée unique lors de laquelle douze artistes sont en compétition. Le gagnant est déterminé par un vote combinant pour moitié le télévote biélorusse et pour l'autre moitié le vote d'un jury.
- Vainqueur

| Ordre | Artiste                  | Chanson                    | Jury | Télévote | Total | Place |
| ----- | ------------------------ | -------------------------- | ---- | -------- | ----- | ----- |
| 1     | NAPOLI                   | Don't Let Me Down          | 2    | 3        | 5     | 9     |
| 2     | Sasha Zaharik            | Rocky Road                 | 4    | 2        | 6     | 8     |
| 3     | Anastasiya Malashkevich  | Invisible                  | 8    | 4        | 12    | 5     |
| 4     | CHАKRАS                  | La-ley-la                  | 6    | 12       | 18    | 3     |
| 5     | Nastya Glamozda          | Burning Again              | 1    | 1        | 2     | 10    |
| 6     | Anastasiya Razvadоvskaya | Hello                      | 0    | 0        | 0     | 11    |
| 7     | Yan Yarosh               | Fire                       | 12   | 6        | 18    | 2     |
| 8     | Angelika Pushnоva        | True Love                  | 5    | 5        | 10    | 6     |
| 9     | Darya Khmelnitskaya      | On Fire                    | 0    | 0        | 0     | 11    |
| 10    | АURА                     | Barani svajo (Барані сваё) | 3    | 7        | 10    | 7     |
| 11    | KeySi                    | Chili Pepper               | 7    | 8        | 15    | 4     |
| 12    | VAL                      | Da vidna (Да відна)        | 10   | 10       | 20    | 1     |

La soirée se conclut sur la victoire de VAL avec la chanson Da vidna, ainsi désignés représentants de la Biélorussie à l'Eurovision 2020.

## À l'Eurovision
La Biélorussie aurait participé à la première demi-finale, le 12 mai puis, en cas de qualification, à la finale du 16 mai 2020.
Le 18 mars 2020, l'annulation du Concours en raison de la pandémie de Covid-19 est annoncée.